# Landkreis Mühldorf am Inn
Der Landkreis Mühldorf am Inn (amtlich: Landkreis Mühldorf a.Inn) ist ein Landkreis im Osten des Regierungsbezirks Oberbayern in Bayern.

## Geographie

### Lage

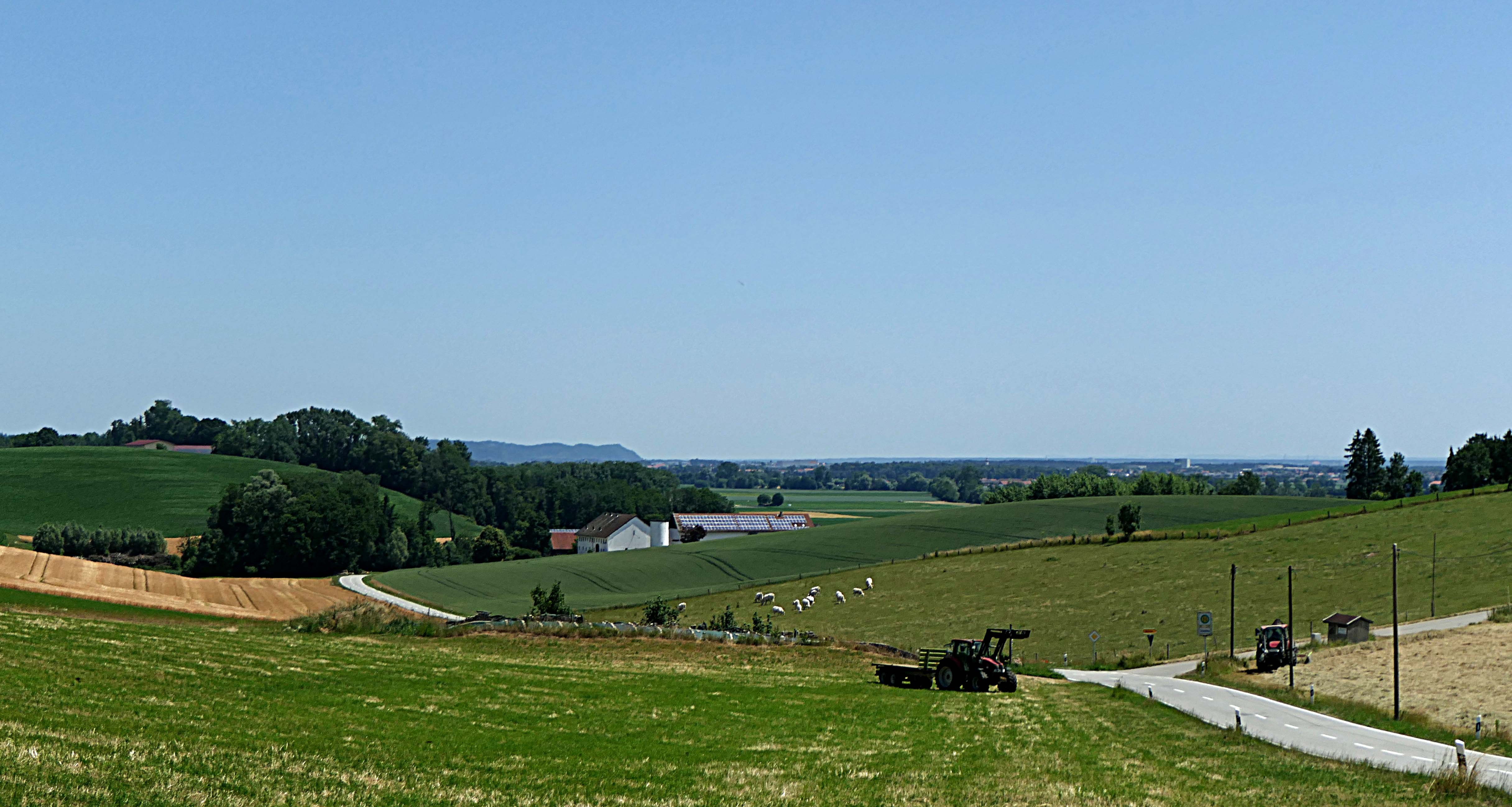
Blick vom tertiären Hügelland bei Zangberg auf die Isen- und Innebene

Der Landkreis liegt in der Planungsregion Südostoberbayern im bayerischen Alpenvorland.
Die Landschaft des Landkreises ist durch drei Räume geprägt, die sich recht deutlich unterscheiden. Nördlich der Linie Inn/Isen erstreckt sich das tertiäre Isar-Hügelland, das um 100 bis 150 m die Talsohlen von Inn und Isen überragt. An dieses Hügelland schließen sich im Süden und Südosten das breite Becken des unteren Inntals sowie die Niederterrassenfelder und die Deckenschotter-Ebenen zwischen Isen und Inn an. Diese Niederungslandschaft erstreckt sich von Ampfing bis zur Landkreisgrenze. Südlich der Isen und westlich von Ampfing, aber auch südlich von Kraiburg und Mühldorf erhebt sich die Hügellandschaft der eiszeitlichen Moränen des Alpenvorlandes.

### Nachbarkreise
Der Landkreis grenzt im Uhrzeigersinn im Norden beginnend an die Landkreise Landshut, Rottal-Inn, Altötting, Traunstein, Rosenheim, Ebersberg und Erding.

## Geschichte

### Landgerichte
1802 wurde die Stadt Mühldorf, die seit 798 als Enklave zum Erzstift Salzburg gehört hatte, auf Grund der Pariser Mediationsakte Bayern einverleibt. 1803 wurde das Landgericht Mühldorf errichtet, das ab 1810 zum Isarkreis gehörte, der 1838 in Oberbayern umbenannt wurde. Im gleichen Jahr wurde das Landgericht Neumarkt an der Rott (seit dem 1. April 1934 Neumarkt-Sankt Veit) errichtet.

### Bezirksamt
Das Bezirksamt Mühldorf als Verwaltungsbehörde wurde im Jahr 1862 durch den Zusammenschluss der Landgerichte älterer Ordnung Mühldorf und Neumarkt an der Rott gebildet.
Anlässlich der Reform des Zuschnitts der bayerischen Bezirksämter erhielt das Bezirksamt Mühldorf am Inn am 1. Januar 1880 die Gemeinden Obertaufkirchen, Schwindegg und Schwindkirchen des Bezirksamtes Wasserburg am Inn.

### Landkreis
Am 1. Januar 1939 wurde wie sonst überall im Deutschen Reich die Bezeichnung Landkreis eingeführt. So wurde aus dem Bezirksamt der Landkreis Mühldorf am Inn.
Am 1. Oktober 1970 wurde die Gemeinde Mörmoosen des Landkreises Mühldorf am Inn in den Landkreis Altötting um- und in die Gemeinde Tüßling eingegliedert.
Zum 1. Juli 1972 wurden im Zuge der Gebietsreform in Bayern die Gemeinden Gars am Inn, Haag in Oberbayern, Kirchdorf, Maitenbeth, Rechtmehring, Reichertsheim und Unterreit mit einer Gesamtfläche von 170,155 km² aus dem aufgelösten Landkreis Wasserburg am Inn in den Landkreis Mühldorf am Inn eingegliedert. Gleichzeitig gab der Landkreis Mühldorf die Gemeinden Eiting, Maisenberg und Peterskirchen an den Landkreis Traunstein sowie die Gemeinde Schwindkirchen an den Landkreis Erding ab.
Am 1. Mai 1978 wechselte ein Teil (etwa ein Drittel) der Gemeinde Felizenzell aus dem Landkreis Landshut in den Landkreis Mühldorf am Inn und wurde nach Buchbach eingemeindet. Damit erreichte der Landkreis seine heutige Ausdehnung.

### Einwohnerentwicklung

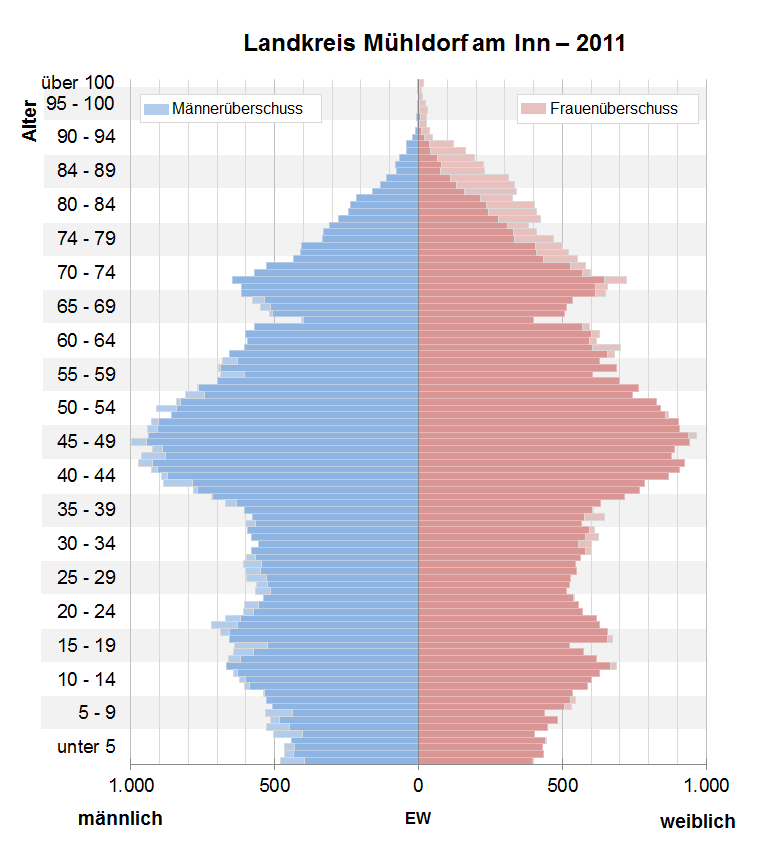
Bevölkerungspyramide für den Kreis Mühldorf am Inn (Datenquelle: Zensus 2011.)

Von 1988 bis 2008 gewann der Landkreis Mühldorf am Inn knapp 16.000 Einwohner hinzu bzw. wuchs um rund 17 %.
Zwischen 1988 und 2018 wuchs der Landkreis von 94.327 auf 115.250 um 20.923 Einwohner bzw. um 22,2 %.
Die nachfolgenden Zahlen beziehen sich auf den Gebietsstand vom 25. Mai 1987.
| Bevölkerungsentwicklung | Bevölkerungsentwicklung | Bevölkerungsentwicklung | Bevölkerungsentwicklung | Bevölkerungsentwicklung | Bevölkerungsentwicklung | Bevölkerungsentwicklung | Bevölkerungsentwicklung | Bevölkerungsentwicklung | Bevölkerungsentwicklung | Bevölkerungsentwicklung | Bevölkerungsentwicklung | Bevölkerungsentwicklung | Bevölkerungsentwicklung | Bevölkerungsentwicklung |
| ----------------------- | ----------------------- | ----------------------- | ----------------------- | ----------------------- | ----------------------- | ----------------------- | ----------------------- | ----------------------- | ----------------------- | ----------------------- | ----------------------- | ----------------------- | ----------------------- | ----------------------- |
| Jahr                    | 1840                    | 1900                    | 1939                    | 1950                    | 1961                    | 1970                    | 1987                    | 1991                    | 1995                    | 2000                    | 2005                    | 2010                    | 2015                    |                         |
| Einwohner               | 35.238                  | 46.085                  | 53.553                  | 77.512                  | 73.060                  | 83.915                  | 92.882                  | 100.695                 | 105.793                 | 108.480                 | 110.930                 | 110.282                 | 112.034                 |                         |

## Politik

### Kreistag
Die Kommunalwahlen 2020 führten zu den folgenden Sitzverteilungen im Kreistag:
| Kreistagswahl 2020Wahlbeteiligung: 58,1 % (+2,0 %) %403020100 38,915,212,98,87,97,74,02,71,9 CSUUWGbGrüneSPDAfDWGWfÖDPFDPLinke/ParteiGewinne und Verlusteim Vergleich zu 2014 %p 8 6 4 2 0 −2 −4 −6 −8−7,9−1,6+3,9−4,6+7,9−0,3+0,2+0,6+1,9CSUUWGGrüneSPDAfDWGWÖDPFDPLinke/ParteiAnmerkungen:b Unabhängige Wählergemeinschaftf Wählergemeinschaft Landkreis Mühldorf-West | Sitzverteilung im Kreistag Mühldorf am Inn seit 2020Insgesamt 60 Sitze - Linke/Partei: 1 - SPD: 5 - Grüne: 8 - ÖDP: 2 - WGW: 5 - UWG: 9 - FDP: 2 - CSU: 23 - AfD: 5 |

| Parteien und Wählergemeinschaften | Parteien und Wählergemeinschaften          | 2020   | 2020   | 2014   | 2014   | 2008   | 2008   | 2002   | 2002   | 1996   | 1996   |
| Parteien und Wählergemeinschaften | Parteien und Wählergemeinschaften          | %      | Sitze  | %      | Sitze  | %      | Sitze  | %      | Sitze  | %      | Sitze  |
| --------------------------------- | ------------------------------------------ | ------ | ------ | ------ | ------ | ------ | ------ | ------ | ------ | ------ | ------ |
| CSU                               | Christlich-Soziale Union in Bayern         | 38,9   | 23     | 46,8   | 28     | 46,8   | 29     | 51,4   | 32     | 51,1   | 32     |
| UWG                               | Unabhängige Wählergemeinschaft             | 15,2   | 09     | 16,8   | 10     | 14,8   | 09     | 13,3   | 08     | 11,1   | 06     |
| Grüne                             | Grüne Bayern                               | 12,9   | 08     | 9,0    | 06     | 7,5    | 04     | 6,0    | 03     | 7,1    | 04     |
| SPD                               | SPD Bayern                                 | 8,8    | 05     | 13,4   | 08     | 16,1   | 09     | 19,3   | 12     | 20,4   | 12     |
| AfD                               | AfD Bayern                                 | 7,9    | 05     | 0–     | 0–     | 0–     | 0–     | 0–     | 0–     | 0–     | 0–     |
| WGW                               | Wählergemeinschaft Landkreis Mühldorf-West | 7,7    | 05     | 8,0    | 05     | 7,9    | 05     | 7,5    | 04     | 8,5    | 05     |
| ÖDP                               | Ökologisch–Demokratische Partei            | 4,0    | 02     | 3,8    | 02     | 3,2    | 02     | 0–     | 0–     | 0–     | 0–     |
| FDP                               | FDP Bayern                                 | 2,7    | 02     | 2,1    | 01     | 3,7    | 02     | 2,6    | 01     | 1,8    | 01     |
| Linke/Partei                      | Die Linke Bayern/Die PARTEI                | 1,9    | 01     | 0–     | 0–     | 0–     | 0–     | 0–     | 0–     | 0–     | 0–     |
| gesamt                            | gesamt                                     | 100,0  | 60     | 99,9   | 60     | 100,0  | 60     | 100,1  | 60     | 100,0  | 60     |
| Wahlbeteiligung                   | Wahlbeteiligung                            | 58,1 % | 58,1 % | 56,1 % | 56,1 % | 60,1 % | 60,1 % | 66,0 % | 66,0 % | 66,7 % | 66,7 % |

### Bezirksamtmänner/-oberamtmänner (bis 1938), Landräte ab 1939
- 1862–1876 Alois Freiherr von Audritzky
- 1876–1886 Karl Wagner
- 1891–1895 Heinrich Schwaab
- 1895–1900 Johann Baptist Loritz
- 1900–1903 Benno Closner
- 1903–1909 Theodor Pfülf
- 1909–1914 Wilhelm Redenbacher
- 1914–1933 Otto Speth
- 1933–1934 Max Josef Eder
- 1934–1937 August Haase
- 1938–1939 Karl Häupler
- 1939–1945 Heinz Doering
- Karl Beinhardt ab 1. Mai 1942 vertretungsweise

### Landrat
- 1945–1946 Karl Mayer
- 1946–1952 Sebastian Gossner (CSU)

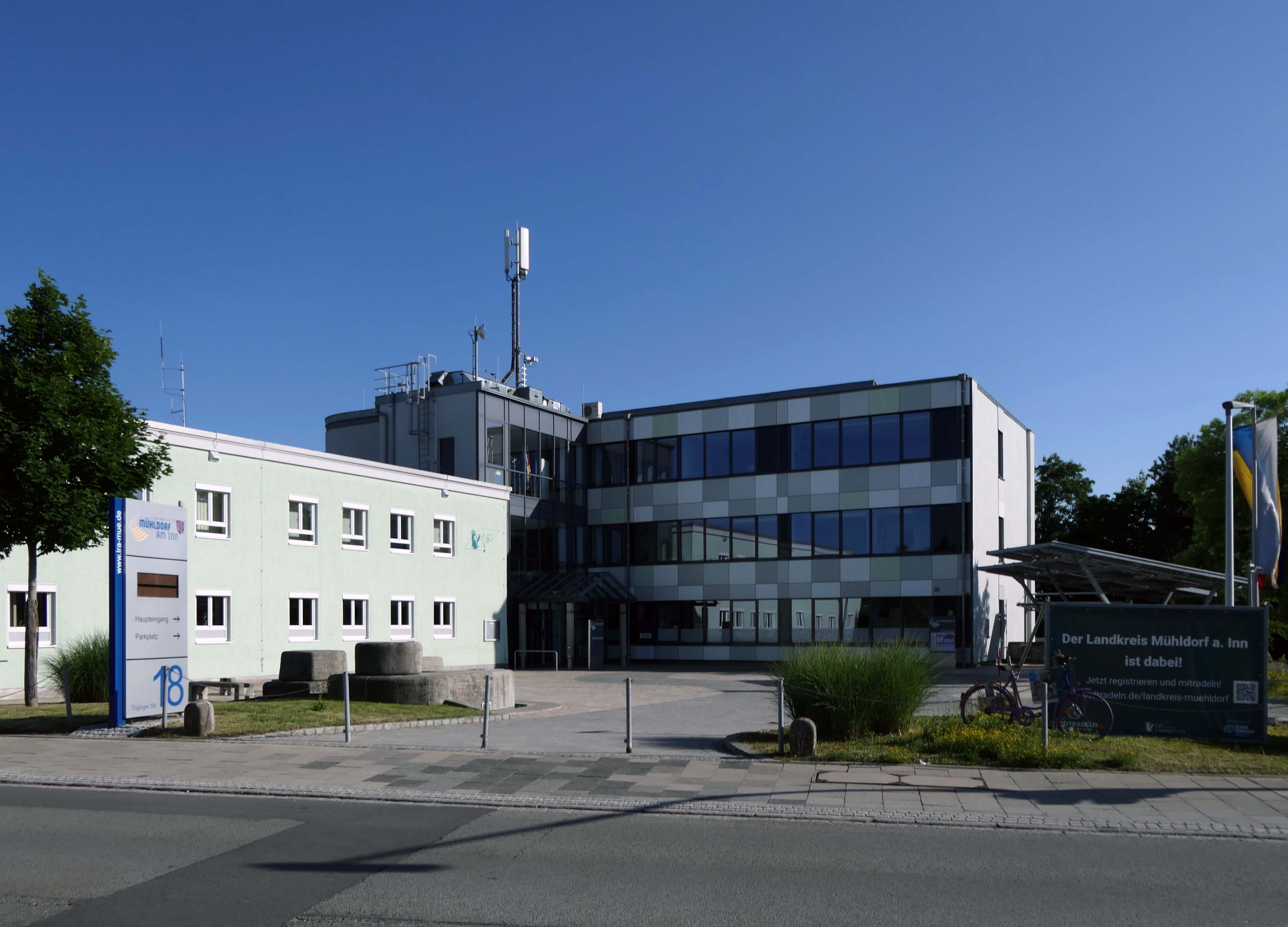
Landratsamt Mühldorf am Inn

- 1952–1970 Albert Weggartner (BP, CSU)
- 1970–2002 Erich Rambold (CSU)
- 2002–2020 Georg Huber (CSU)
- seit 2020 Maximilian Heimerl (CSU)

### Wappen
| | Blasonierung: „Gespalten von Schwarz und Gold; vorne ein linksgewendeter rotgekrönter und bewehrter goldener Löwe, hinten ein rotbewehrter schwarzer Löwe.“ |
| Wappenbegründung: Das Wappen geht auf die geschichtliche Entwicklung, insbesondere die Gebiets- und Gerichtstreitigkeiten um Mühldorf zwischen dem Herzogtum Bayern und dem Erzstift Salzburg, ein. Der goldene Löwe, das kurbayerische Symbol, wird mit dem schwarzen Löwen, dem salzburgischen Erzstiftswappen, verbunden. | |

## Wirtschaft und Infrastruktur
Im Landkreis ist eine sehr ausgeglichene Struktur vorhanden.
Wichtige Standorte der Industrie sind die Stadt Waldkraiburg, wo ein Großteil der Industrie angesiedelt ist, sowie die „Allgäuer Alpenmilch“ München (bis 2003 zur Nestlé-Gruppe gehörend, seither eine Tochter der Hochwald Nahrungsmittel-Werke) mit ihrem Zweigwerk in Weiding bei Mühldorf am Inn.
Zusammen mit dem Landkreis Altötting wird der Landkreis Mühldorf am Inn innerhalb Bayerns als Tourismusregion „Inn-Salzach“ gekennzeichnet – die vom Bayerischen Landesamt für Statistik auf der Karte „Tourismusregionen* in Bayern“ landespolitisch geförderte Kennzeichnung einzelner oder mehrerer Kommunen als Tourismusregion erfolgt seit 2006 im Rahmen des Landesentwicklungsprogramms Bayern (LEP).

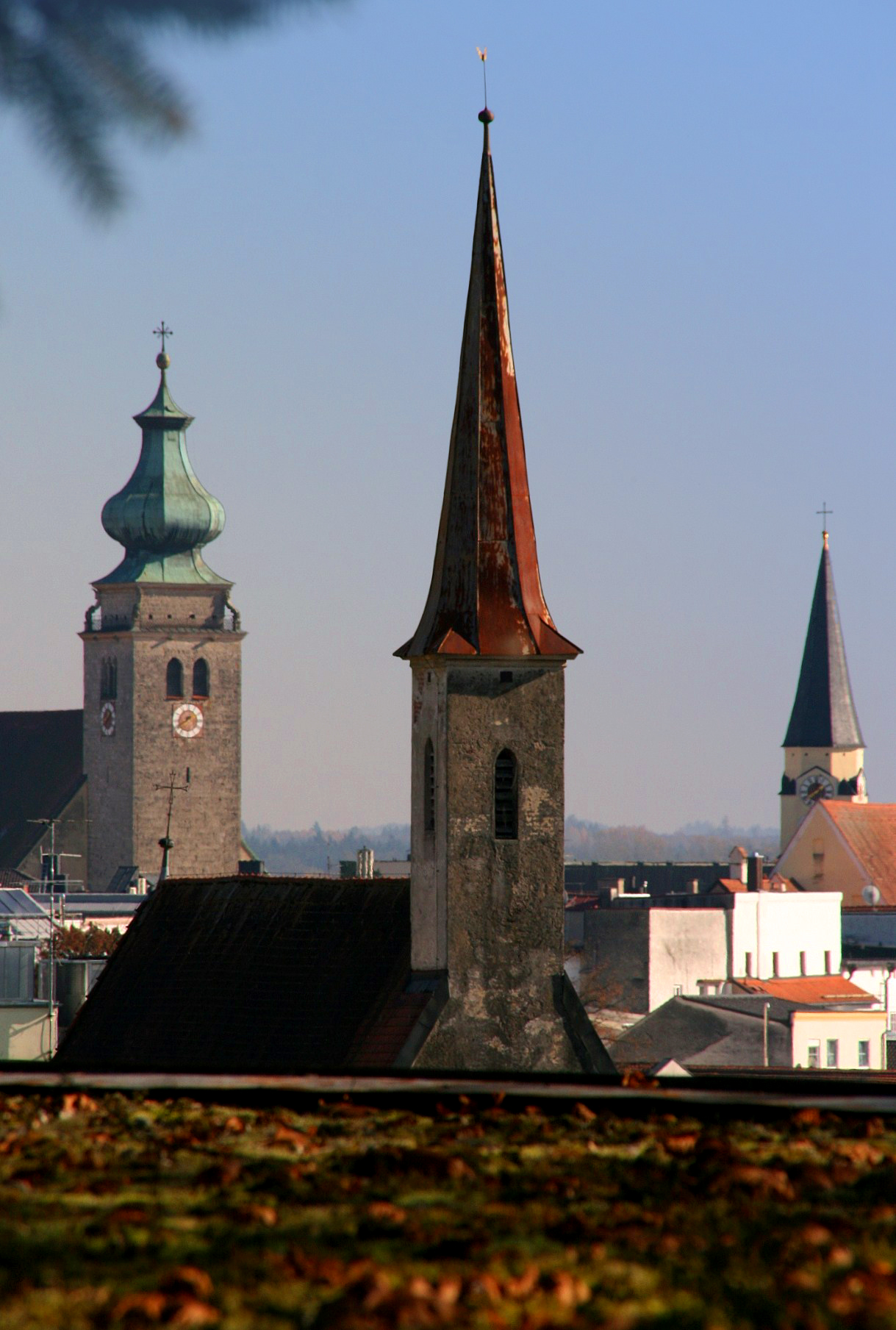
Stadt Mühldorf am Inn

### Verkehr

#### Straßen
Drei Bundesstraßen durchqueren den Landkreis, die B 12 München – Mühldorf – Passau, die B 15 Regensburg – Haag – Rosenheim und die B 299 Vilsbiburg – Neumarkt-Sankt Veit – Altötting – Traunstein. Dem Durchgangsverkehr im Landkreis dienen 13 Staatsstraßen und 52 Kreisstraßen.

Entlastung insbesondere der überlasteten B 12 soll die seit 1. Oktober 2019 befahrbare Bundesautobahn 94 von München zur Bundesautobahn 3 bei Passau bringen, die den Landkreis durchquert. Diese war bisher nur auf Teilabschnitten zwischen Marktl über Töging und weiter bis Heldenstein gebaut (Verkehrsfreigabe am 4. Dezember 2012). Die Streckenführung der Verbindung von Heldenstein an das bereits gebaute Stück bei Pastetten war lange Jahre umstritten und bis in letzte Instanzen juristisch umkämpft.
Ein weiterer geplanter autobahnähnlicher Neubau ist der Bau der Bundesstraße 15neu, welche von Rosenheim über Landshut nach Regensburg führen soll.

#### Eisenbahn
Unter der Bezeichnung Südostbayernbahn verkehren Züge der Deutschen Bahn AG vom Bahnhof der Kreisstadt, der erst 1871 eröffnet worden ist, in acht verschiedene Richtungen:
Von Anfang an war die Strecke München – Mühldorf – Simbach der Bayerischen Staatsbahn in Betrieb. Ihr folgte 1875 die Linie der AG der Bayerischen Ostbahnen nach Landau – Plattling über Neumarkt-St. Veit, wo 1879 die Staatsbahnverbindungen nach Passau und 1883 nach Landshut abzweigten.
Innaufwärts kam 1876 die Strecke nach Wasserburg–Rosenheim hinzu. Seit Mai 1994 ist sie nach einigen Jahren vorübergehender Stilllegung wieder in Betrieb.
Vom Jahre 1908 an fuhren auch Züge auf der Bahn in Richtung Freilassing, von der in der Folge auch Trassen nach Burghausen und Traunstein abzweigten.
Der Markt Haag in Oberbayern war von 1900 bis 1968 durch Personenzüge der Lokalbahn Thann-Matzbach–Haag mit der Hauptstrecke München – Mühldorf verbunden.
Das seit 1900 rund 96 km umfassende Eisenbahnnetz im Kreis wurde im Personenverkehr in den Jahren 1968/70 nur um 12 km reduziert, so dass ein relativ dichtes Angebot an Bahnstationen vorhanden ist.
Ein zum Teil zweigleisiger Ausbau und die Elektrifizierung der Strecke München – Mühldorf – Burghausen sind geplant und im Bundesverkehrswegeplan als vordringlicher Bedarf vermerkt.
Der Güterverkehr wird überwiegend durch die DB Cargo und einige private Eisenbahnunternehmen betrieben.

## Gemeinden
(Einwohner am 31. Dezember 2024)
| Städte 1. Mühldorf am Inn (22.503) 2. Neumarkt-Sankt Veit (6334) 3. Waldkraiburg (25.737) Märkte 1. Buchbach (3371) 2. Gars am Inn (4021) 3. Haag in Oberbayern (6532) 4. Kraiburg am Inn (4021) Weitere Gemeinden 1. Ampfing (7234) 2. Aschau am Inn (3245) 3. Egglkofen (1373) 4. Erharting (1005) 5. Heldenstein (2821) 6. Jettenbach (763) 7. Kirchdorf (1339) 8. Lohkirchen (841) 9. Maitenbeth (2067) 10. Mettenheim (3689) 11. Niederbergkirchen (1233) 12. Niedertaufkirchen (1439) 13. Oberbergkirchen (1741) 14. Oberneukirchen (839) 15. Obertaufkirchen (2723) 16. Polling (3315) 17. Rattenkirchen (1068) 18. Rechtmehring (2102) 19. Reichertsheim (1721) 20. Schönberg (1131) 21. Schwindegg (3490) 22. Taufkirchen (1389) 23. Unterreit (1768) 24. Zangberg (1182) Gemeindefreies Gebiet 1. Mühldorfer Hart (11,00 km²) | Verwaltungsgemeinschaften 1. Gars am Inn (Markt Gars am Inn und Gemeinde Unterreit) 2. Heldenstein (Gemeinden Heldenstein und Rattenkirchen) 3. Kraiburg am Inn (Markt Kraiburg am Inn und Gemeinden Jettenbach und Taufkirchen) 4. Maitenbeth (Gemeinden Maitenbeth und Rechtmehring) 5. Neumarkt-Sankt Veit (Stadt Neumarkt-Sankt Veit und Gemeinde Egglkofen) 6. Oberbergkirchen (Gemeinden Lohkirchen, Oberbergkirchen, Schönberg und Zangberg) 7. Polling (Gemeinden Oberneukirchen und Polling) 8. Reichertsheim (Gemeinden Kirchdorf und Reichertsheim) 9. Rohrbach (mit Sitz in Erharting; Mitgliedsgemeinden: Erharting, Niederbergkirchen und Niedertaufkirchen) |

Ehemalige Gemeinden

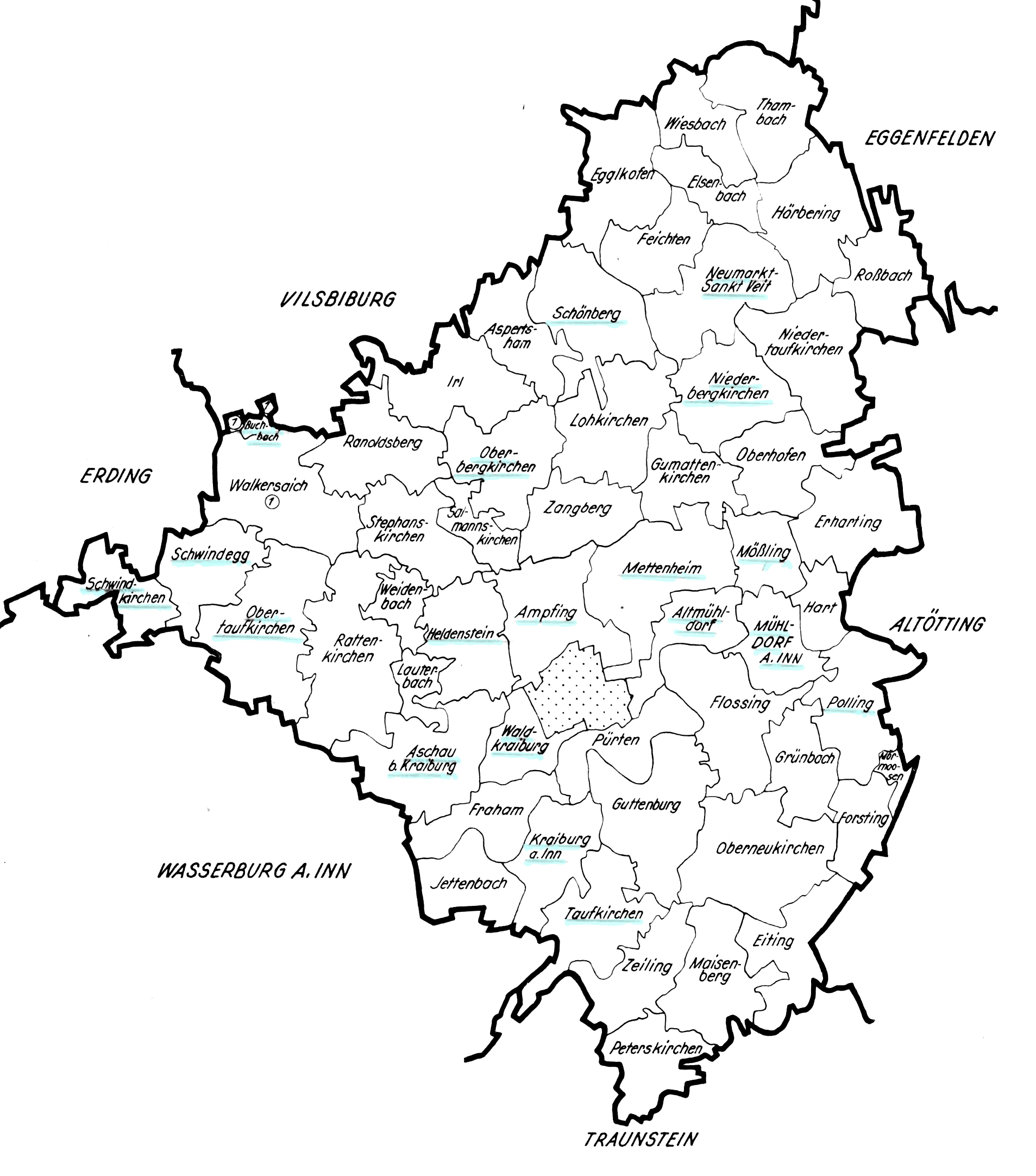
Landkreis Mühldorf, Gemeindegrenzenkarte von 1961

- Altmühldorf, am 1. Mai 1978 zu Mühldorf am Inn
- Aspertsham, am 1. Januar 1970 zu Schönberg
- Eiting, am 1. Juli 1972 zu Engelsberg, Lkr. Traunstein
- Elsenbach, am 1. Januar 1972 zu Neumarkt-Sankt Veit
- Feichten, am 1. Januar 1972 zu Neumarkt-Sankt Veit
- Flossing, am 1. Januar 1972 zu Polling
- Forsting, am 1. Januar 1970 zu Polling
- Fraham, am 1. Juli 1976 zu Aschau am Inn
- Grünbach, am 1. Juli 1970 zu Polling
- Gumattenkirchen, am 1. Januar 1972 zu Mettenheim
- Guttenburg, am 1. Januar 1972 zu Kraiburg
- Harpolden, am 1. Juli 1934 zu Egglkofen
- Hart, am 1. Januar 1972 zu Mühldorf am Inn
- Hörbering, am 1. Januar 1972 zu Neumarkt-Sankt Veit
- Irl, am 1. Januar 1975 zu Oberbergkirchen
- Lauterbach, am 1. Januar 1970 zu Heldenstein
- Lochheim, am 1. Oktober 1934 zu Mettenheim
- Maisenberg, am 1. Juli 1972 zu Engelsberg, Lkr. Traunstein
- Maximilian, am 1. Februar 1935 zu Kraiburg am Inn
- Mörmoosen, am 1. Oktober 1970 zu Tüßling, Lkr. Altötting
- Mößling, am 1. Januar 1972 zu Mühldorf am Inn
- Neumarkt an der Rott, am 1. April 1934 zu Neumarkt-Sankt Veit
- Oberhofen, am 1. Mai 1978 zu Niederbergkirchen
- Peterskirchen, am 1. Juli 1972 zu Tacherting, Lkr. Traunstein
- Pürten, am 1. Januar 1974 zu Waldkraiburg
- Ranoldsberg, am 1. Januar 1972 zu Buchbach
- Roßbach, am 1. Mai 1978 zu Niedertaufkirchen
- Salmanskirchen, am 1. Januar 1978 zu Ampfing
- Sankt Veit, am 1. Mai 1920 zu Wolfsberg-Sankt Veit
- Schwindkirchen, am 1. Januar 1972 zu Dorfen, Lkr. Erding
- Stefanskirchen, am 1. Januar 1978 zu Ampfing
- Tegernbach, am 1. Juli 1934 zu Egglkofen
- Thambach, am 1. Mai 1978 zu Neumarkt-Sankt Veit
- Walkersaich, 1973 zu Schwindegg
- Weidenbach, am 1. Mai 1978 zu Heldenstein
- Weilkirchen, am 1. Oktober 1937 zu Zangberg
- Wiesbach, am 1. Januar 1972 zu Neumarkt-Sankt Veit
- Wolfsberg, am 1. Mai 1920 zu Wolfsberg-Sankt Veit
- Wolfsberg-Sankt Veit, am 1. April 1934 zu Neumarkt-Sankt Veit
- Zeiling, am 1. Juli 1970 zu Taufkirchen

## Schutzgebiete
Im Landkreis befinden sich ein Naturschutzgebiet, fünf Landschaftsschutzgebiete, sechs FFH-Gebiete und mindestens 16 vom Bayerischen Landesamt für Umwelt ausgewiesene Geotope (Stand August 2016).

## Sonstiges
Der Landkreis ist Mitglied der Europäische Metropolregion München e. V.
Am 1. Juli 1956 wurde dem Landkreis bei der Einführung der bis heute gültigen Kfz-Kennzeichen das Unterscheidungszeichen MÜ zugewiesen. Es wird durchgängig bis heute ausgegeben.